# Hololepta mastersii
Hololepta mastersii är en skalbaggsart som beskrevs av Macleay 1871. Hololepta mastersii ingår i släktet Hololepta och familjen stumpbaggar. Inga underarter finns listade i Catalogue of Life.